# Limnophila levidensis
Limnophila levidensis là một loài ruồi trong họ Limoniidae. Chúng phân bố ở miền Australasia.